# Obr

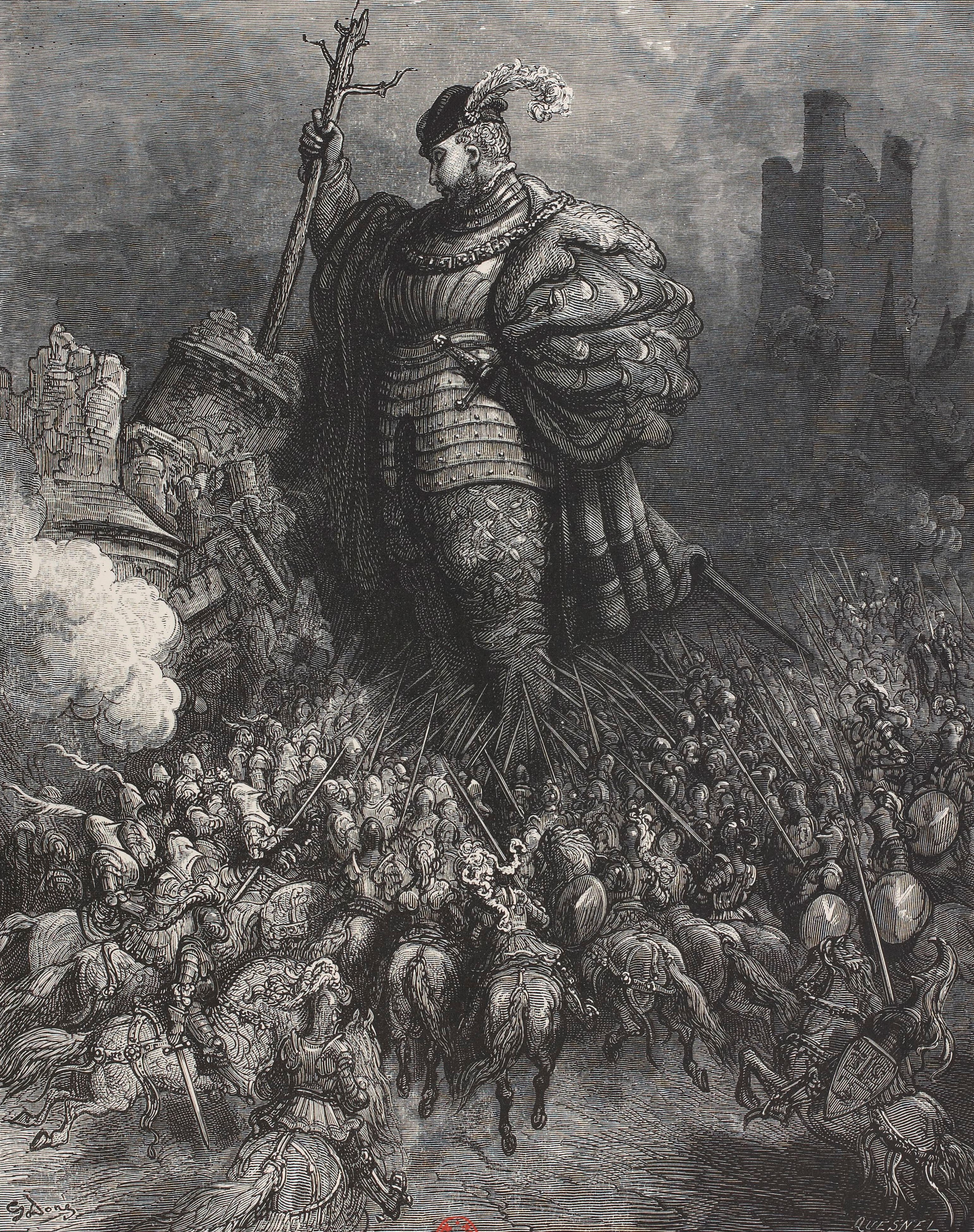
Obr z románu spisovatele Françoise Rabelaise

Obr je mytická bytost, zpravidla antropomorfní, která se vyznačuje nadlidskou velikostí a silou. V některých mytologiích (například severské, řecké) obři představují prvotní bytosti, které stály u zrodu světa a později na straně chaosu v bitvě proti bohům. V novověkých pohádkách se obři většinou líčí jako přihlouplí a zlí tvorové, kteří bývají poraženi lstí svých malých nepřátel.
Opakem obrů jsou trpaslíci nebo skřítci.

## Obři v literatuře a mytologii
Literární díla:
- Goliáš – legendární biblický vůdce Filištínů
- Gargantua a Pantagruel – obři z parodického románu francouzského spisovatele Françoise Rabelaise
- obři z Brobdingnagu – obyvatele země Brobdingnagu, o které píše Jonathan Swift v knize Gulliverovy cesty
- obr Koloděj – parodická postava ze hry Dlouhý, Široký a Krátkozraký Divadla Járy Cimrmana
- Jadis – čarodějnice z knih Letopisy Narnie od C. S. Lewise.

Lidové pohádky:
- obr lidožrout (italsky orco, francouzsky a anglicky ogre) – postava z evropských, především italských, francouzských a anglických pohádek
- O Palečkovi – pohádka, ve které Paleček vstoupí do služby k obru lidožroutovi.
- O kouzelné fazoli – pohádka, ve které Janek po stonku kouzelné fazole vyšplhá do paláce v oblacích, kde žije lidožravý obr.
- Kocour v botách – pohádka, ve které kocour přesvědčí lidožrouta, aby se proměnil v myš, a potom ho sežere.

Řecká mytologie:
- Titáni
- Giganti – obludní dlouhovlasí obři
- Kyklópové – obludní obři s jedním okem
- Hekatoncheirové – storucí, padesátihlaví obři

Severská mytologie:
- obr Ymir
- Aegir – vládce moří

## Přenesený význam slova
Slovo se užívá také v přeneseném významu pro označování různých hmotných objektů mimořádné (nadměrné) velikosti. Například v astronomii označuje obr-hvězda, například veleobr, nebo obr-planeta, například plynný či ledový obr.